# Tyrrhenoleuctra tangerina
Tyrrhenoleuctra tangerina is een steenvlieg uit de familie naaldsteenvliegen (Leuctridae). De wetenschappelijke naam van de soort is voor het eerst geldig gepubliceerd in 1922 door Navás.